# 简·克尔
简·克尔（英語：Jane Kerr，1968年5月12日—），加拿大女子游泳运动员。她曾代表加拿大参加1984年和1988年夏季奥林匹克运动会游泳比赛，其中1988年奥运会获得一枚铜牌。